# 루이나
루이나(우크라이나어: Руїна→폐허)는 18세기 하반기 우크라이나의 내전기다. 러시아의 지원을 받은 좌안 우크라이나, 폴란드의 지원을 받은 우안 우크라이나, 튀르크의 지원을 받은 오스만 우크라이나 사이에 3파전이 벌어졌다.  "폐허"라는 뜻의 "루이나"라는 용어는 코자크인 연대기작자 사밀로 벨리치코(1670년생-1728년몰)가 고안한 것이다.
루이나는 우크라이나의 초대 헤트만 보흐단 흐멜니츠키가 1657년 죽으면서 그 뒤 분열이 일어난 사태였는데, 정확히 언제부터 언제까지인지는 학자마다 제설이 있다. 니콜라이 코스토마로프 등은 모스크바에서 좌안 우크라이나에 자기네 헤트만을 꽂은 것을 기준으로 1663년-1687년을, 다른 역사학자들은 우크라이나 코자크 공동체에 분열이 일어난 발단이 된 추드노프 조약을 기준으로 1660년-1687년을, 보리스 크룹뉘츠키는 아예 흐멜니츠키가 죽은 직후부터 이반 마제파가 헤트만이 될 때까지의 1657년-1687년을 주장한다.
이 시대는 끝이 없는 투쟁과 내전, 외세의 개입으로 요약된다. “보흐단에서 이반까지 [그 사이에는] 헤트만이 없었다(우크라이나어: Від Богдана до Івана не було гетьмана)"는 말이 이 시대의 혼돈상을 정확하게 묘사하고 있다.